# Stockton (Cheshire)
Stockton – były civil parish w Anglii, w hrabstwie ceremonialnym Cheshire, w dystrykcie (unitary authority) Cheshire West and Chester, w civil parish Malpas. Leży 23 km na południe od miasta Chester i 246 km na północny zachód od Londynu. W 2001 roku civil parish liczyła 21 mieszkańców.